# La Cavale (film)
Pour plus de détails, voir Fiche technique et Distribution.
La Cavale est un film français réalisé par Michel Mitrani, sorti en 1971.

## Fiche technique
- Titre : La Cavale
- Réalisation : Michel Mitrani, assisté de Pierre Beuchot
- Scénario : Albertine Sarrazin, d'après son roman
- Musique : Jean Wiener ; orchestre dirigé par André Girard
- Décors : Max Douy
- Images : Jean Tournier
- Pays d'origine :  France
- Format : couleur - 1,85:1 - Mono - 35 mm
- Genre : action
- Durée : 100 minutes
- Date de sortie : 29 septembre 1971

## Distribution
- Juliet Berto : Annick Damien
- Jean-Claude Bouillon : Lucien
- Catherine Rouvel : Mona
- Geneviève Page : Evremont
- Olga Georges-Picot : Nadine
- Olimpia Carlisi : Maria
- Henri Garcin : L'avocat d'Annick
- Miou-Miou : Petit Écureuil
- Denise Péron
- Simone Rieutor : Matuchette
- Jean Champion
- Christine Audhuy : Christine
- Judith Magre : Gina
- Jean Bolo
- Sarah Chanez
- Louise Chevalier
- Lucien Raimbourg
- Pierre Collet
- Pierre Leproux
- Fred Personne
- Henri Guybet
- Henri Poirier